# Морской пехотинец: Тыл
«Морской пехотинец 3: Тыл» (англ. The Marine 3: Homefront) — американский фильм-боевик Скотта Вайпера. Сиквел фильмов «Морской пехотинец» и «Морской пехотинец 2». Фильм был выпущен сразу на DVD и Blu-ray 5 марта 2013 года.

## Сюжет
Сержант КМП США Джейк Картер возвращается из армии в родной город Бриджтон в пригороде Сиэтла, где его ждут его сёстры, Аманда и Лилли. В это же время, в Сиэтле, происходит ограбление банка. Лидер грабителей, Джонас Поуп, и его правая рука Экерт направляются в Бриджтон. Спасаясь от преследования полицией, они берут в заложники младшую сестру Джейка, Лилли. Джейк Картер отправляется по их следу, намереваясь уничтожить Поупа и спасти свою сестру.

## В ролях
| Актёр            | Роль                                |
| ---------------- | ----------------------------------- |
| Майкл Мизанин    | бывший морпех Джейк Картер          |
| Эшли Белл        | сестра Джейка Лилли Картер          |
| Майкл Эклунд     | подрывник Экерт                     |
| Камилль Салливан | старшая сестра Джейка Аманда Картер |
| Нил МакДонаф     | главарь бандитов Джонас Поуп        |
| Алекс Паунович   | бандит Гэбриел                      |
| Даррен Шахлави   | бандит Кайзел                       |
| Стив Бачич       | агент ФБР Уэллс                     |
| Джессика Хармон  | кассир в банке                      |

## Съёмки
25 февраля 2012 года, WWE Studios заключили контракт на три фильма с 20th Century Fox Home Video и The Marine 3: Homefront стал их первым совместным фильмом. Студия WWE провела рекламную кампанию фильма, показав трейлер Морского Пехотинца 3 по своему телеканалу и на официальном сайте WWE.
Роль Джейка Картера должен был исполнять Рэнди Ортон, но он отказался от роли из-за разразившегося скандала и недовольства морских пехотинцев США. 30 апреля 2012 года стало известно, что Рэнди Ортона заменит другой рестлер, Майкл Мизанин. Фильм снимали на острове Ванкувер и в Британской Колумбии.
Трюки в фильме выполнял канадский каскадёр Аллен Мусси, также он был дублёром Майка Мизанина.

## Критика
Фильм получил смешанные отзывы кинокритиков.